# Limacella
Limacella es un género de hongos basidiomicetos de la familia Amanitaceae. Algunas especies que anteriormente se situaban dentro de este grupo se han clasificado dentro del género Lepiota. Su situación taxonómica es discutida y algunos autores encuadran a Limacella dentro de Pluteaceae.

## Especies
- Limacella delicata, (Fries) Earle
- Limacella glioderma,
- Limacella guttata, (Persoon) Konrad and Maubl., Sinónimo: Limacella lenticularis.
- Limacella illinita, (Fries) Murrill
- Limacella kauffmanii,
- Limacella furnacea,
- Limacella solidipes, Ringed Limacella, (Pk.) H.V.Smith.
- Limacella subfurnacea,
- Limacella taiwanensis,
- Limacella vinosorubescens,